# Мартынова, Ольга Михайловна
Ольга Михайловна Мартынова (19 июля 1900 — 18 февраля 1997) — советский палеоэнтомолог. В 1923 году окончила Петроградский педагогический институт. Работала в Лаборатории членистоногих Палеонтологического института АН СССР (1938—1962). Специалист по ископаемых Mecoptera, Neuroptera и другим отрядам насекомых. Автор 58 публикаций и 5 монографий. Супруга энтомолога А. В. Мартынова.